# Berliner Symposium
Das Berliner Symposium ist eine eintägige Vortragsveranstaltung der Berliner Schiffbaustudenten, die sich an die Ingenieure der Werft- und Zulieferindustrie und Inspektoren der Reedereien richtet.

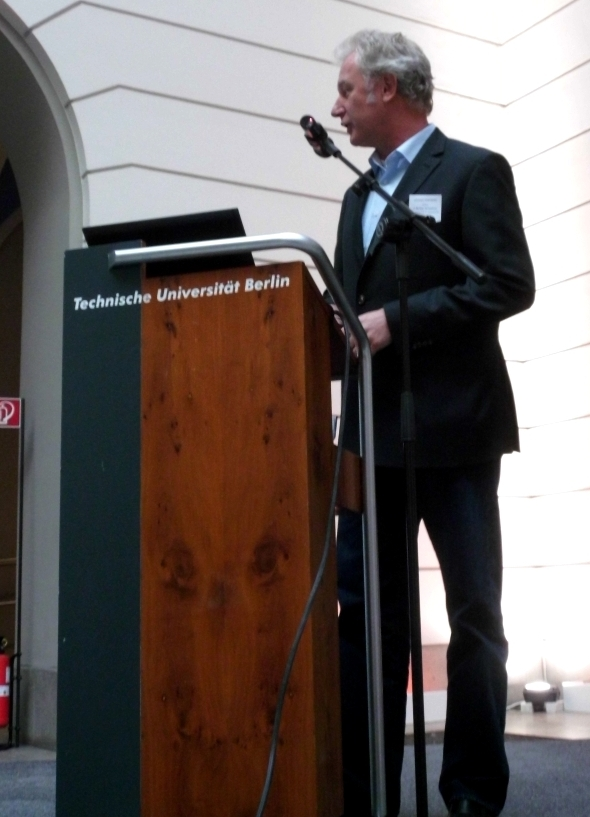
Lichthof TU Berlin, Alexander Nürnberg beim 3. Berliner Symposium

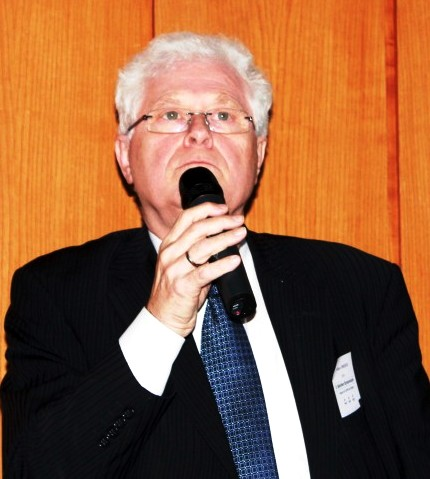
5. Berliner Symposium an der TU-Berlin, Jürgen Friesch von der HSVA beim Vortrag

## Geschichte
Im Rahmen der alle zwei Jahre in Berlin in der Buß- und Bettag-Woche stattfindenden viertägigen Hauptversammlungen der Schiffbautechnischen Gesellschaft (STG), wurde in der Vergangenheit häufig am Donnerstagabend mit den Berliner Schiffbaustudenten der Technischen Universität Berlin (TUB) ein Lattenabend im „Sass-Saal“ (heute Voigt-Sass-Saal) durchgeführt, an dem sich neben den Studenten besonders die älteren Mitglieder der STG gerne beteiligten. Der Veranstaltungssaal, einer der ursprünglich drei bzw. vier Arbeitssäle, der dafür von den Studenten freigeräumt und festlich geschmückt wurde, befand sich im dritten Stock des Erweiterungsgebäudes der TUB.
Der Lattenabend wurde von Studenten ausgerichtet, über Spenden finanziert und verlief auch aus Studentensicht immer recht erfolgreich, da viele wertvolle Kontakte mit Ingenieuren der Werft- und Schiffbauzulieferindustrie geknüpft wurden. Für die Vertreter der Werften und Zulieferindustrie waren die Kontakte ebenfalls sehr interessant, da hierbei häufig der Ingenieurnachwuchs „besichtigt“ wurde. Häufig ergaben sich in Gesprächen neue technische Themen, die von den Studenten in Abschlussarbeiten bearbeitet wurden und für die Werften oder Reedereien interessante Ergebnisse brachten.

## Berliner Symposium
Diese enge Verbundenheit mit der STG fand ein Ende, als die STG ihre Hauptversammlung verkürzte und dadurch der Lattenabend gestrichen wurde. Die Latte Berlin entschloss sich daher, eine schiffbaulich und meerestechnisch orientierte Vortragsveranstaltung durchzuführen, die mit einem gemütlichen Abend, dem ursprünglichen Lattenabend, abschließt. Da seit 2006 die alte Tradition der Latte wieder erwachte, es wird wieder getauft, wird statt des Lattenabends das Ordensfest im ehemaligen Sass-Saal durchgeführt. Diese von Studenten organisierte und als „Berliner Symposium“ durchgeführte Veranstaltung wird seit 2011 jährlich in Berlin durchgeführt und findet in der Fachwelt eine gute Resonanz. Als Veranstaltungsort für die Vorträge wurde gerne das Gebäude VWS gewählt (hier war früher die Versuchsanstalt für Wasser- und Schiffbau ansässig) und auch der Lichthof im TUB-Hauptgebäude war ein beliebter Ort.